# Марина Юденич
Марина Юденич е руска журналистка, политически анализатор и писателка, авторка на произведения в жанра мистичен криминален роман.

## Биография и творчество
Родена е на 8 юли 1959 г. в Орджоникидзе (сега Владикавказ), Северно-Осетинска АССР, РСФСР. След гимназията в периода 1977-1979 г. работи на БАМ като кореспондент на вестника на Читинска област „Красное знамя“. През 1980 г. е съдебен секретар на заседанията на Върховния съд на Северно-Осетинска АССР. През 1981 г. се преселва в Москва, където се омъжва за Игор Некрасов, радио-инженер, син на ръководител на отдел в Госплан. В периода 1982-1983 г. работи в Министерството на радиопромишлеността, а през 1983-1987 г. в Министерството на авиационната индустрия. През 1987-1990 г. е ръководител на организационния отдел, а след това секретар на районния комитет на Комсомола в Соколники, Москва. По същото време учи право в Московския държавен юридически университет, където се дипломира с отличие през 1989 г.
В периода 1990-1992 г. работи като главен редактор на младежкия радиоканал „Младеж“. През 1992-1994 г. е ръководител на новинарската програма „Nota Bene“ на телевизия „Център“ канал „Останкино“. В периода 1994-1996 г. е заместник-ръководител на информационния отдел на администрацията на президента на Русия в подготовката на телевизионни програми, от януари до май 1995 г. изпълнява длъжността началник на пресслужбата на руския президент Борис Елцин поддържаща сайта „i.o.rukovoditelya“. През 1996 г. напуска държавната работа и от октомври 1996 г. до октомври 1997 г. е председател на Управителния съвет на „ENSIES“ АД.
В периода 1996-1999 г. учи психология в Сорбоната, но не завършва. В същия период започва да пише криминална литература. Авторка е на общо 13 криминални романа с мистични елементи в периода 1997-2007 г. Антиолигархичният ѝ роман „Нефть“ става бестселър.
В периода 2008-2013 г. е назначена за творчески директор на информационно-аналитичния портал „Politonlayn.ru“ към интернет-холдинга „Pravda.ru“. От февруари 2012 г. работи в изборния щаб на Владимир Путин за президентските избори през 2012 г. От есента на 2013 г. е ръководител на Агенцията за информационна безапасност. От 2014 г. е на Комисията за развитието на доброволческото движение, благотворителността, помощта и работата с IT-общността към Обществената палата на Московска област.

## Произведения

### Самостоятелни романи
- Гость (1998)
- Сент-Женевьев-де-Буа (1999)
Сент Женвиев дьо Боа, изд.: ИК „Персей“, София (2006), прев. Ива Николова
- Я отворил пред тобою дверь… (1999)
- Исчадие рая (1999)
- Ящик Пандоры (2000)
- Дата моей смерти (2000)
Датата на моята смърт, изд.: ИК „Персей“, София (2006), прев. Ива Николова
- „Титаник“ плывёт (2001)
„Титаник“ отново плава, изд.: ИК „Персей“, София (2008), прев. Ива Николова
- Стремление убивать (2001)
- Игры марионеток (2002)
- Антиквар (2003)
Антикварят, изд.: ИК „Персей“, София (2006), прев. Ива Николова
- Доля ангелов (2003)
Дан за ангелите, изд.: ИК „Персей“, София (2007), прев. Ива Николова
- Welcome to Трансильвания (2006)
Добре дошли в Трансилвания, изд.: ИК „Персей“, София (2009), прев. Ива Николова
- Нефть (2007)